# Buried in Verona
I Buried in Verona erano un gruppo musicale australiano formatosi a Sydney nel 2007.

## Formazione

### Formazione attuale
- Brett Anderson – voce death (2007-presente)
- Richie Newman – voce melodica, chitarra ritmica (2010-presente), batteria, percussioni (2008-2009)
- Mark Harris – chitarra solista, voce secondaria (2015-presente)
- Brandon Martel – basso (2015-presente)
- James Swanson – batteria, percussioni (2015-presente)

### Ex componenti
- Steve Rogers – batteria, percussioni (2007-2008)
- Mick Taylor – chitarra solista (2007-2011)
- Katongo Chituta – chitarra ritmica (2007-2011)
- Scott Richmond – basso (2007-2011)
- Chris Mellross – batteria (2009-2012)
- Nate Martin – chitarra ritmica (2011-2013)
- Daniel Gynn – chitarra solista (2013-2015), basso (2011-2013)
- Sean Gynn – basso (2013–2015), chitarra solista (2011-2013)
- Shane O'Brien – batteria, percussioni (2012-2013)
- Conor Ward – batteria, percussioni (2013-2015)

## Discografia

### Album in studio
- 2008 – Circle the Dead
- 2010 – Saturday Night Sever
- 2012 – Notorious
- 2014 – Faceless
- 2015 – Vultures Above, Lions Below